# 허쉬코비츠마모셋
허쉬코비츠마모셋 (Mico intermedius)은 신세계원숭이에 속하는 마모셋 원숭이의 일종이다. 브라질에서 발견된다. 아리푸아나마모셋으로도 불린다. 속명은 미국인 동물학자 필립 허쉬코비츠로부터 유래했다.